# Tramlijn Alkmaar - Bergen aan Zee
De tramlijn Alkmaar – Bergen – Bergen aan Zee, in de volksmond bekend als "Bello", was van 1905 tot 1955 een normaalsporige stoomtramlijn in de Nederlandse provincie Noord-Holland.

## Geschiedenis
Op 21 juni 1905 werd het gedeelte van Alkmaar naar Bergen geopend. Op 25 juni 1909 werd de lijn verlengd van Bergen Binnen naar Bergen aan Zee. Dit laatste lijngedeelte werd (vrijwel) alleen 's zomers bereden.
Deze lijn en de één maand later geopende tramlijn Egmond aan Zee - Alkmaar waren eigendom van de Stoomtram Maatschappij 'Egmond – Alkmaar – Bergen' (EAB). Zij werden geëxploiteerd door de Hollandsche IJzeren Spoorweg-Maatschappij (HSM), aanvankelijk als doorgaande stoomtramlijn vanuit Egmond aan Zee. Bij de ontbinding van de EAB op 1 januari 1918 werd de HSM ook de eigenaar. De Nederlandse Spoorwegen, resultaat van een belangengemeenschap tussen HSM en Staatsspoorwegen, zette de exploitatie van de lijn voort.
Bij Koedijk takte vanaf 1913 de tramlijn Alkmaar - Schagen (in 1933 ingekort tot Warmenhuizen) af van de lijn naar Bergen. Tot 1913 was het tramstation bij het station Alkmaar gelegen op het Stationsplein. Daarna hadden de stoomtrams hun halte op een apart tramperron aan de achterzijde van het station. Met de ingebruikname van het nieuwe tramstation werden de aanvankelijk gebruikte tramrijtuigen op de lijn naar Egmond vervangen door lokaalspoorwegmaterieel en verviel de doorgaande dienst Egmond – Bergen. Het trammaterieel van de lijn naar Egmond verhuisde naar de lijn naar Bergen, die vooral in de zomer veel drukker was.
De lijn naar Egmond werd opgeheven in 1934, die naar Bergen bleef nog twintig jaar bestaan. Na de HSM-tramlocomotieven met dierennamen uit de serie 136-143 en 160-203 werden in de latere jaren vooral locomotieven uit de serie HSM 1005-1048, later NS 7701-7744, ingezet. Omdat locomotieven op tramwegen veelvuldig gebruik maakten van de stoombel, kregen zij in heel Nederland, maar in het bijzonder op de lijn Alkmaar – Bergen, de bijnaam "Bello".
Na de opheffing van andere stoomtramlijnen van de vroegere HSM in de jaren dertig en veertig bleef de stoomtram Alkmaar – Bergen als laatste NS-stoomtram bestaan. In 1953 bestonden er plannen tot opheffing, maar protest van de bevolking van Bergen leidde ertoe dat de stoomtram nog drie jaar gedurende het zomerseizoen bleef rijden. Op 31 augustus 1955 kwam uiteindelijk de opheffing van deze bij strandbezoekers zeer populaire tramverbinding.

## Na de opheffing
Het vervoer werd verder overgelaten aan het busbedrijf NHADO, waarin de NS voor 50% aandelen nam. Het spoor tussen Koedijk en Bergen aan Zee werd kort daarna opgebroken, maar het baanvak Alkmaar – Koedijk bleef nog tot 1 januari 1969 in gebruik voor goederenvervoer naar Warmenhuizen.
Al het materieel werd afgevoerd, op één locomotief na. Loc NS 7742 werd door de NS aangeboden aan het gemeentebestuur van Bergen en in 1960 als statisch monument op het vroegere stationsplein van Bergen Binnen opgesteld. Na ruim achttien jaar in weer en wind was deze in zo slechte staat geraakt, dat dringend herstel nodig was. In 1978 werd de loc voor ƒ 1,00 overgedragen aan de Museumstoomtram Hoorn-Medemblik, die hem geheel rijvaardig herstelde. In juni 1985 kon deze laatste herinnering aan de stoomtram naar Bergen een nieuw leven beginnen op de lijn van Hoorn naar Medemblik.
Op zaterdag 13 september 2014 keerde Bello nog eenmaal terug in Bergen ter gelegenheid van de Open Monumentendag 2014 met het thema 'Op Reis'. De locomotief werd op een dieplader naar het dorp vervoerd en stond ter bezichtiging op het Plein.
Van de rijtuigen die dienst deden zijn de meeste gesloopt, maar van enkele zijn de wagenbakken bewaard gebleven om te dienen als zomerhuisje of noodwoning. Tussen 1971 en 1998 werden drie teruggevonden wagenbakken gered en overgebracht naar de Museumstoomtram Hoorn-Medemblik waar zij jarenlang wachtten op herstel. Vanaf 2019 wordt in het kader van 'De tram voor Bello' gewerkt aan de restauratie van de rijtuigen BC 423, 425 en 455. Rijtuig 423 kwam als eerste gereed in 2024. Ook de bijbehorende bagagewagen Dt406 wordt gerestaureerd. De 423, 425, 455 en 406 gingen in respectievelijk 1948, '54, '50 en '49 uit dienst.
In Bergen zijn tekenen van de toenmalige tramlijn terug te vinden. Zo is er nog steeds een Stationsstraat.

### (Zeil) lorrie
Toen Bergen – Bergen aan Zee nog niet gereed was, lag er wel een aannemerssmalspoor, voor de bouw van het eerste bouwwerk aan zee: Prins Maurits. In 1908 werden er ook reizigers vervoerd, en wel 14.000. De lorrie gebruikte een paard of een zeil.

## Afbeeldingen

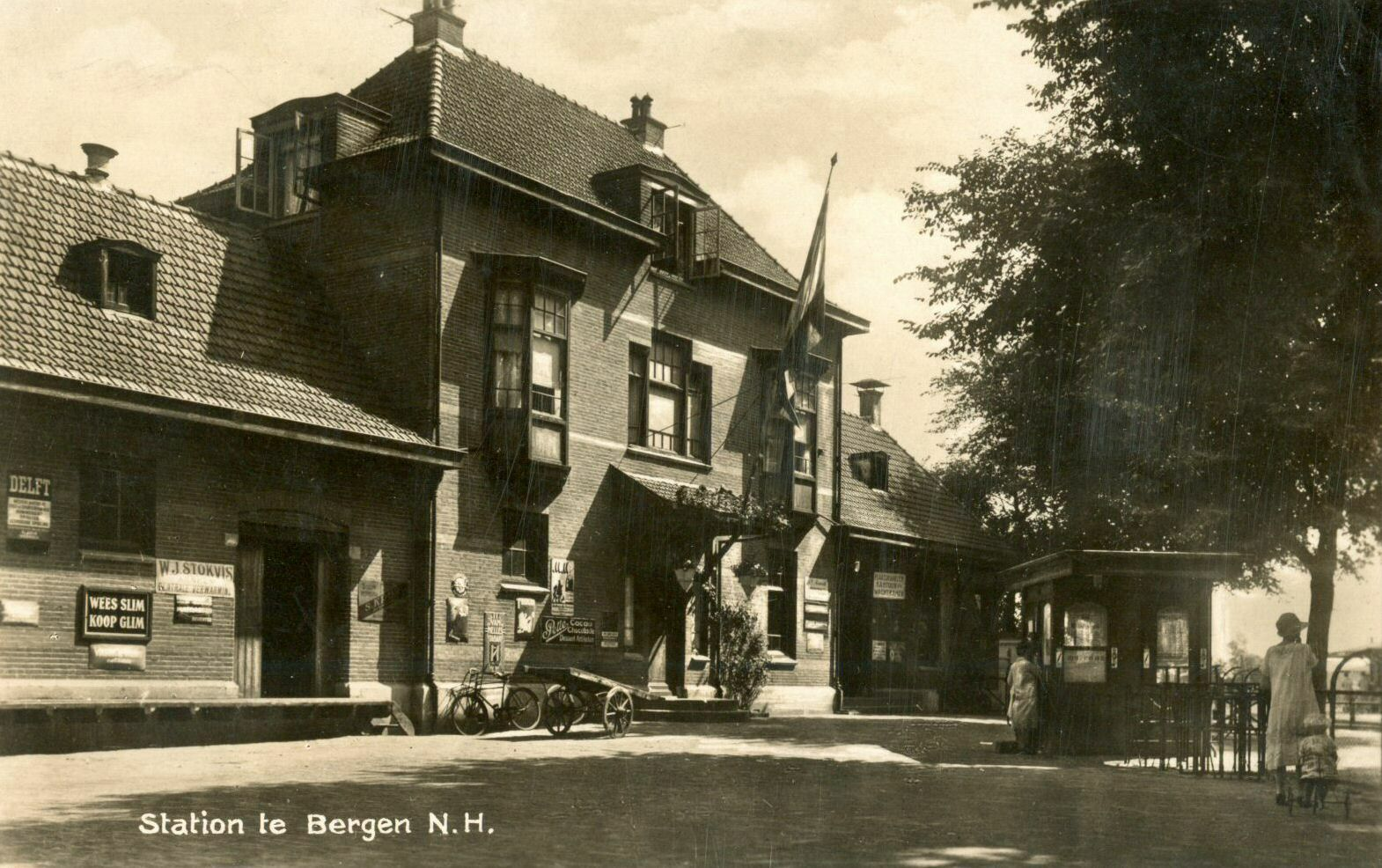
Gezicht op het tramstation te Bergen; jaren dertig.
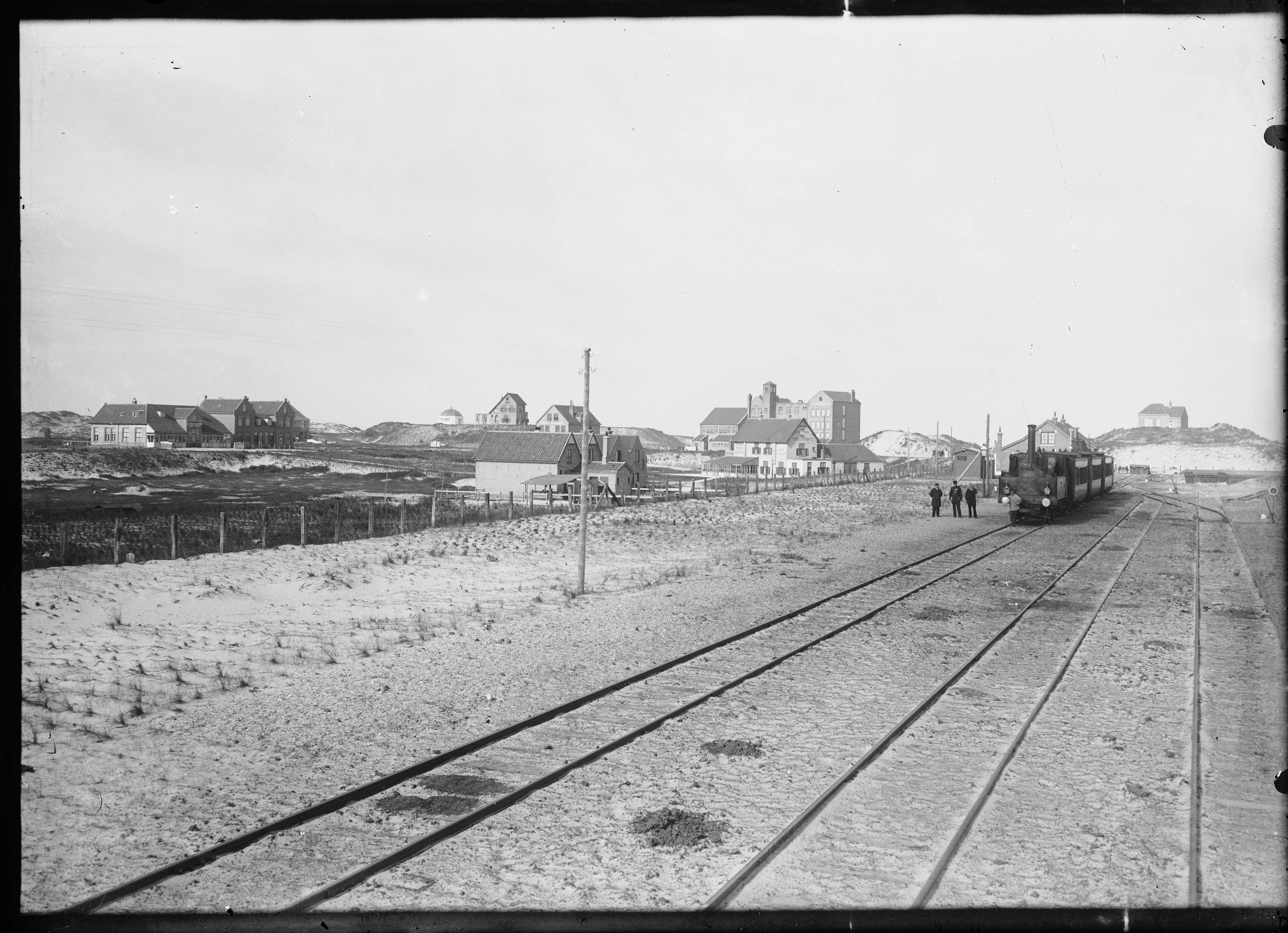
Stationsemplacement van Bergen aan Zee, met gereedstaande stoomtram, gezien naar het westen; 1914.
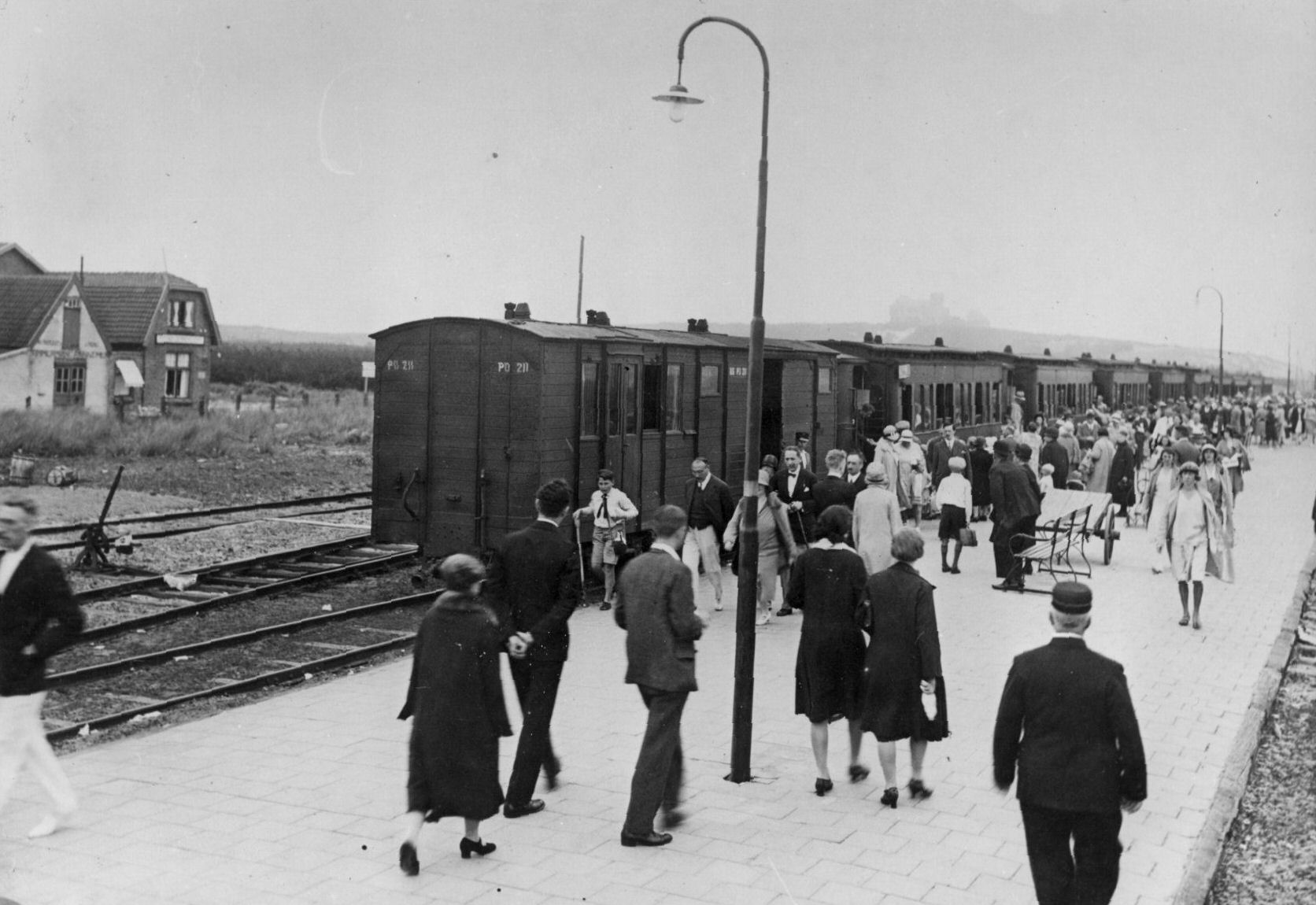
Gezicht op het perron van het station Bergen aan Zee; jaren dertig.
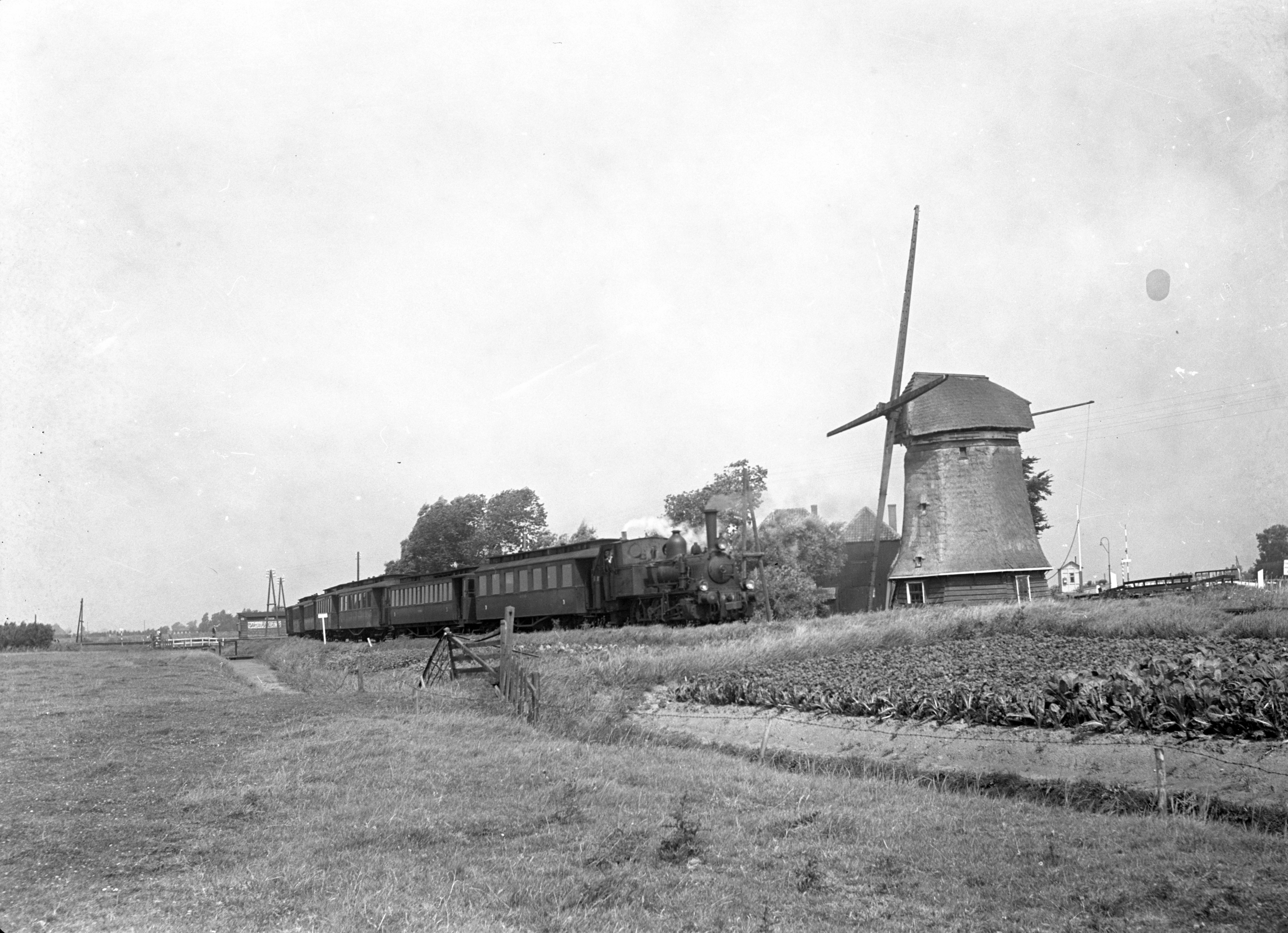
Stoomlocomotief NS nr. 7742 met rijtuigen bij de molen te Koedijk; 1953.
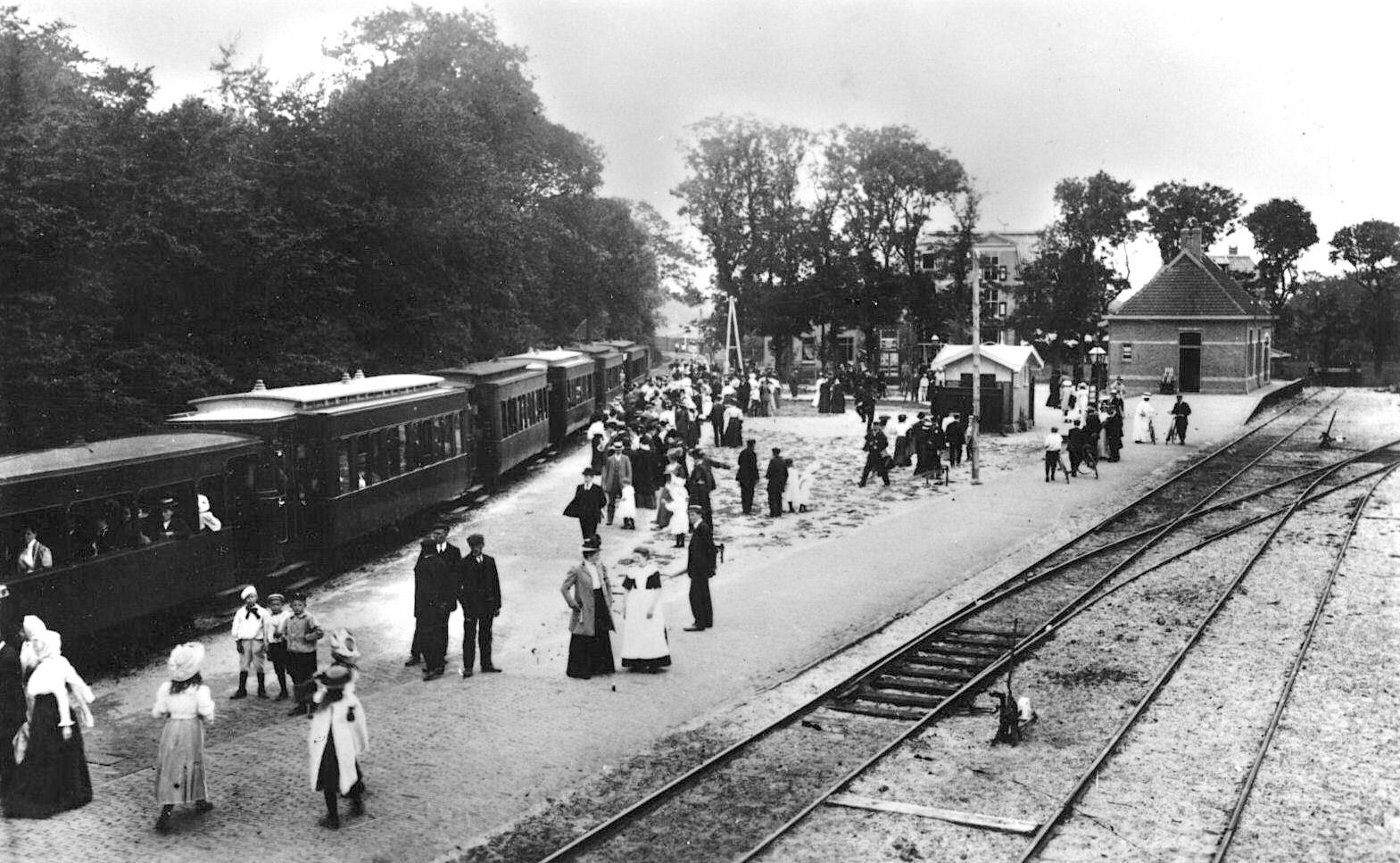
Tramstation te Bergen (N.H) aan de tramlijn Alkmaar – Bergen: aan Zee, met links een stoomtram naar Alkmaar; circa 1909.
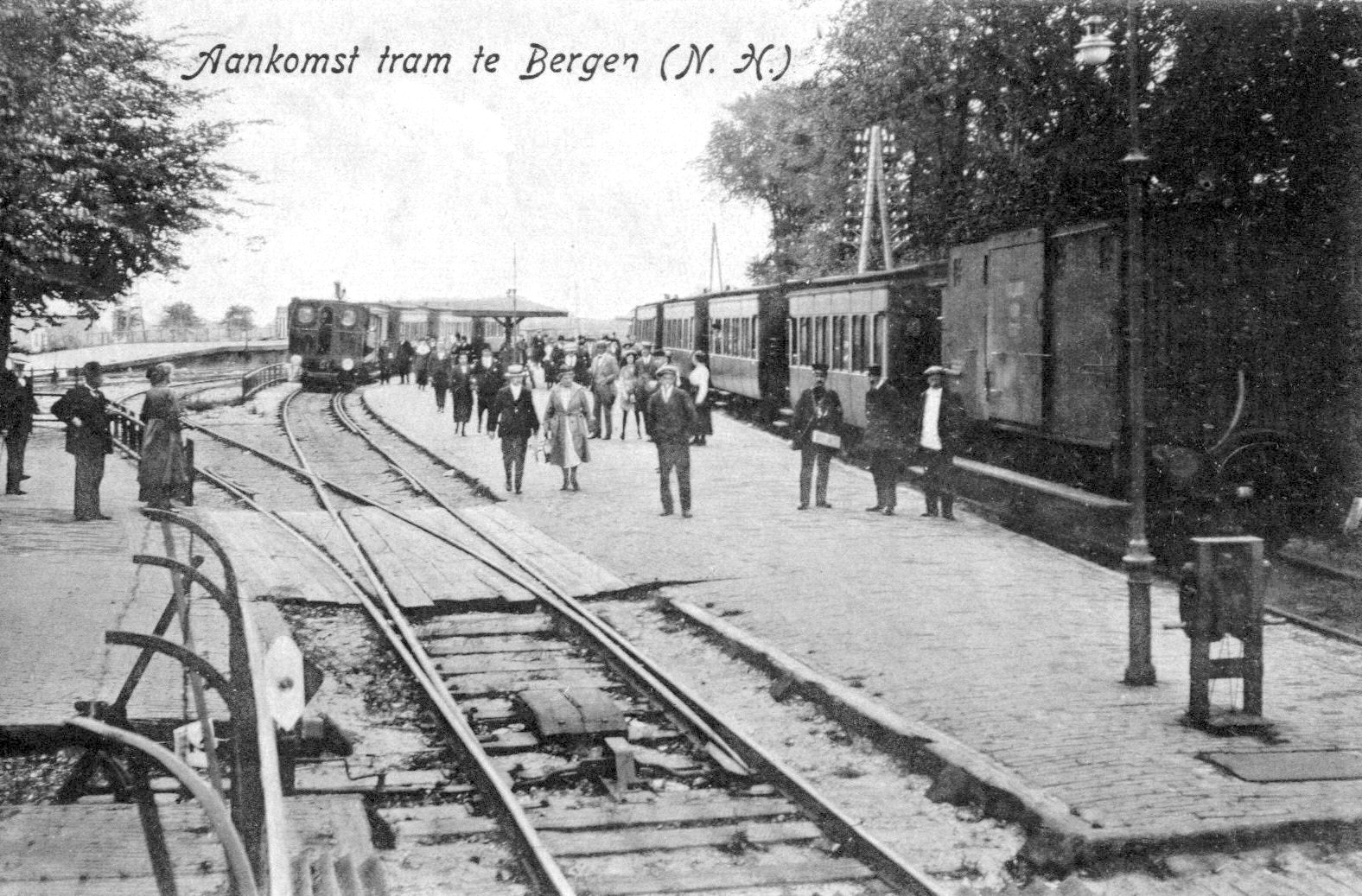
Tramstation te Bergen na aankomst van een tram; circa 1920.
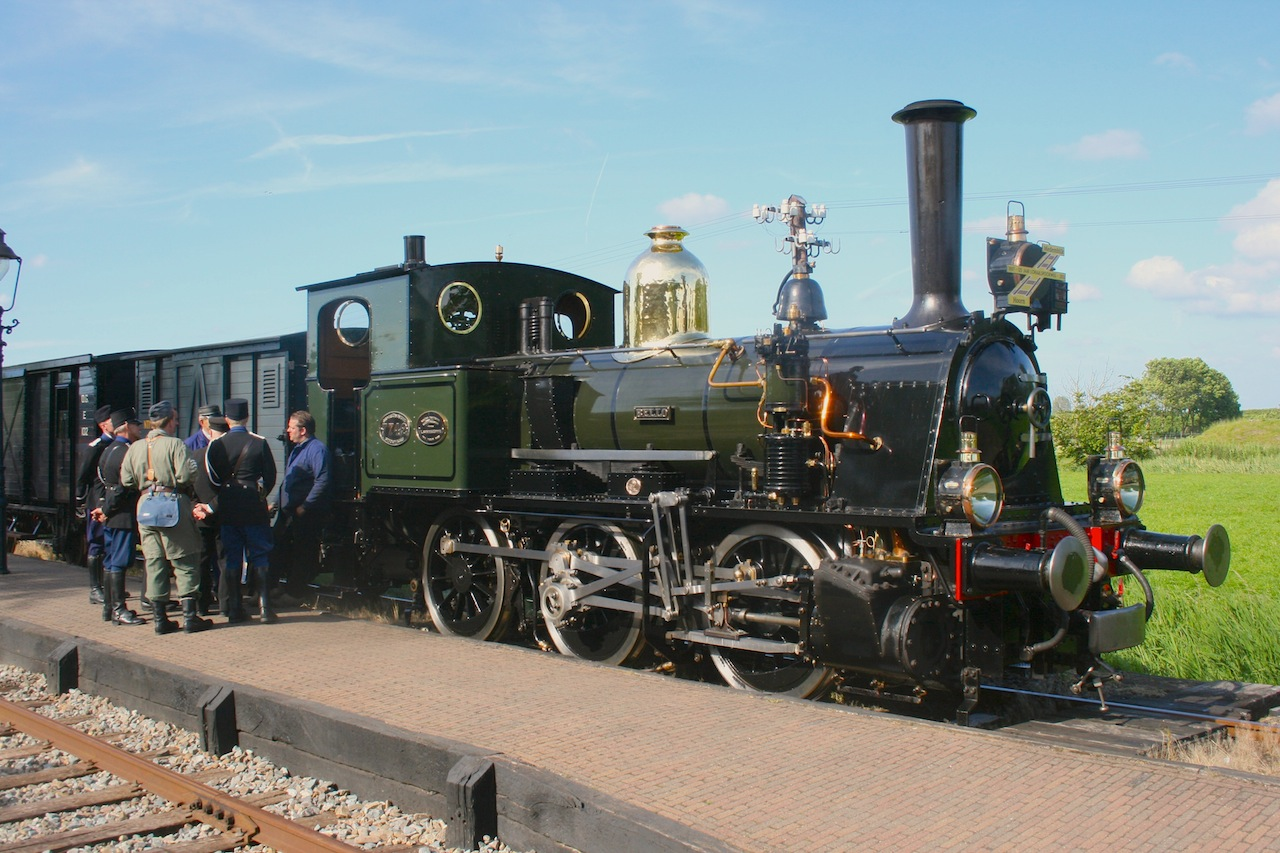
Locomotief NS 7742 Bello, als enige van deze stoomtramlijn bewaard gebleven, rijdt bij de Stoomtram Hoorn-Medemblik. hier te Wognum-Nibbixwoud; 17 juni 2012. Foto: Erik Swierstra.
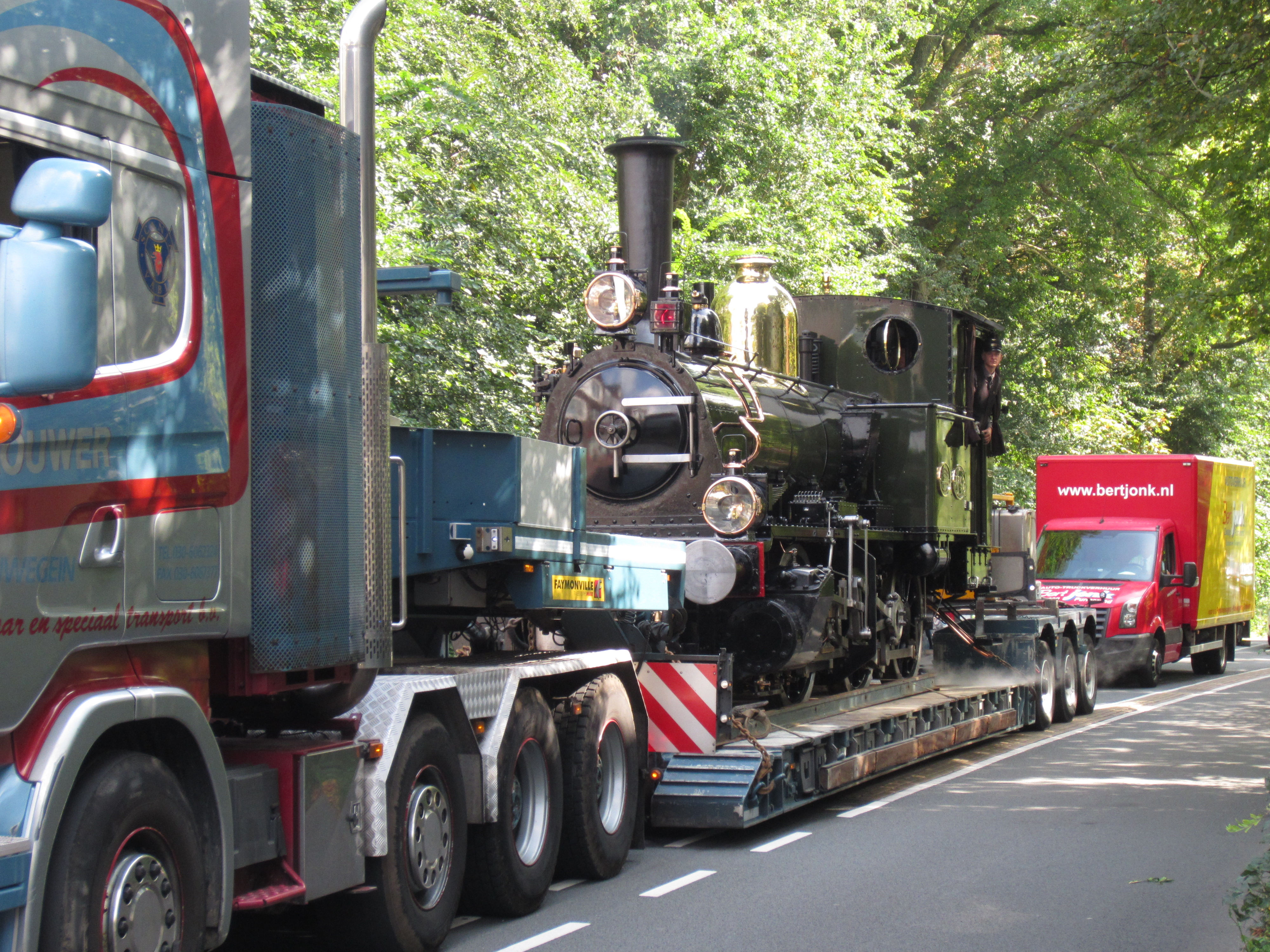
Stoomtram Bello keert op Open Monumentendag 2014 terug in Bergen.